# Arkadiusz Rybicki
Arkadiusz Czesław Rybicki (12. ledna 1953, Gdyně – 10. dubna 2010, Pečersk) byl polský politik.

## Životopis
Absolvoval historii na Univerzitě v Gdaňsku. Ve druhé polovině sedmdesátých let začal působit v demokratické opozici. Od roku 1976 spolupracoval s Výborem na obranu dělníků, v roce 1977 patřil mezi zakladatele studentského výboru Solidarity. V letech 1977 až 1979 pracoval v Hnutí na obranu práv člověka a občana. V letech 1978 až 1980 byl zaměstnán v archivech. Od roku 1979 pracoval ve Hnutí mladých Poláků. V srpnu 1980 pomáhal stávkujícím dělníkům, spolu s Maciejem Grzywaczewskim, pozdějším ředitelem prvního programu TVP, sepsal dvacet jedna požadavků stávkového výboru. Po srpnu 1980 se angažoval v rámci hnutí Solidarita. Během stanného práva byl internován v obci Strzebielinek, kde byl internován i pozdější prezident Lech Kaczyński. V letech 1983 až 1988 spolupracoval Rybicki s Lechem Wałęsou. V letech 1990 až 1991 působil jako vedoucí politické sekce Kanceláře prezidenta Polské republiky Lecha Wałesy. Funkci opustil po konfliktu s šéfem kanceláře Mieczysławem Wachowskim, když důvodem sporu byl údajný vzrůstající vliv Wachowského na prezidenta. Poté se věnoval podnikání. V letech 1999 až 2001 působil jako státní tajemník ministerstva kultury a národního dědictví. V letech 2002 až 2005 byl ředitelem Centra kultury a cestovního ruchu při úřadu maršálka v Gdaňsku. V letech 1998 až 2005 byl členem městské rady v Gdaňsku. Prošel několik politických subjektů, od roku 2001 působil v Občanské platformě. Poslancem Sejmu byl zvolen v letech 2005 a 2007.
Zemřel při leteckém neštěstí u ruského Smolensku 10. dubna 2010. Posmrtně obdržel Velkokříž Řádu Polonia Restituta (Krzyż Wielki Orderu Odrodzenia Polski).